# Hyperion Cantos
O Hyperion Cantos é uma série de livros de ficção científica de Dan Simmons. Situada em um futuro distante e focada mais em enredo e desenvolvimento da história, categoriza-se como ficção científica soft. O título foi usado originalmente nos dois primeiros livros da série, que formam o primeiro par, Hyperion e The Fall of Hyperion, e mais tarde passaram a se referir à história em geral, incluindo Endymion, The Rise of Endymion e também a vários outros contos. Dentro da trama fictícia, o Hyperion Cantos é um poema épico escrito pela personagem Martin Silenus.
Entre os quatro livros da série, Hyperion foi premiado com o Hugo e o Locus em 1990; The Fall of Hyperion foi premiado pelo Locus e pelo British Science Fiction Association em 1991; e The Rise of Endymion recebeu o Locus Award em 1998. Todos os quatro livros foram indicados também para vários outros prêmios de ficção científica.
Uma adaptação cinematográfica da série, intitulada Hyperion, está sendo desenvolvida pela Warner Bros. e englobará os livros Hyperion e The Fall of Hyperion.

## Obras

### Hyperion
Publicado pela primeira vez em 1989, Hyperion tem a estrutura em forma de quadros, semelhante ao Canterbury Tales de Geoffrey Chaucer e, especialmente, ao Decameron de Giovanni Boccaccio.  A história entrelaça os contos de um grupo diversificado de viajantes enviados em peregrinação aos Time Tombs (Túmulos do Tempo) em Hyperion. Os viajantes foram enviados pela Igreja da Redenção Definitiva (também chamada de Culto ao Shrike) e pela Hegemonia (o governo dos sistemas estelares) para fazer um pedido ao Shrike. À medida que eles progridem em sua jornada, cada um dos peregrinos conta a sua história.

### The Fall of Hyperion
Esse livro conclui a história começada em Hyperion. Abandona a estrutura de quadros (histórias dentro da história) do primeiro livro, em vez usando uma narrativa cronológica mais convencional.

### Endymion
A história começa 272 anos após os eventos do livro anterior. Poucas personagens principais dos dois primeiros livros estão presentes nos dois últimos. A personagem principal é Raul Endymion, um ex-soldado que recebe uma sentença de morte após um julgamento injusto. Ele é resgatado por Martin Silenus e pedido para que realize uma série de tarefas extraordinariamente difíceis. A principal delas é de resgatar e proteger Aenea, um messias vindo do passado por meio de viagem no tempo. A igreja Católica se tornou a força dominante no universo humano e vê Aenea como uma potencial ameaça ao seu poder. Endymion, conseguindo resgatar então Aenea, forma um trio com o androide A. Bettik, esquiva-se das forças da Igreja em diversos mundos, com a história terminando na Terra.

### The Rise of Endymion
O último livro da série termina a história começada em Endymion, expandindo sobre os temas do livro anterior enquanto Raul e Aenea confrontam a igreja e enfrentam seus respectivos destinos.

### Contos
A série inclui também três contos:
- Lembrando-se de Siri (Remembering Siri) (1983)
- A Morte do Centauro (The Death of the Centaur) (1990)
- Órfãos da Hélix (1999)

## Desenvolvimento
O universo de Hyperion se originou enquanto Simmons era um professor de ensino fundalmental, na forma de um conto que ele contava a seus estudantes em intervalos, conta Simmons na introdução de A Morte do Centauro (The Death of the Centaur). Esse episódio o inspirou a escrever o conto Lembrando-se de Siri, que eventualmente se tornou o núcleo pelo qual Hyperion e Fall of Hyperion se formaram. Após o quarteto ter sido publicado, Simmons publicou o conto Órfãos da Hélix (Orphans of the Helix). "Órfãos" é atualmente a última obra girando em torno dos Cantos, tanto cronologicamente como internamente.

O Hyperion Cantos original já foi descrito como uma novela publicada em dois volumes, separadas inicialmente por questões de comprimento. Em sua introdução a Orphans of the Helix, Simmons elabora:
"Alguns leitores sabem que eu escrevi quatro livros estabelecidos no universo de 'Hyperion'—Hyperion, The Fall of Hyperion, Endymion e The Rise of Endymion. Um subconjunto perspicaz desses leitores—talvez a sua maioria—sabe que este tão chamado épico na verdade consiste de dois longos e mutualmente exclusivos contos, as duas histórias de Hyperion combinadas e as duas histórias de Endymion combinadas, separadas em quatro livros devido as realidades da publicação."

## Influências
Grande parte do apelo da série provém do seu uso extensivo de referências e alusões a partir de uma ampla gama de pensadores como  Teilhard de Chardin, John Muir, Norbert Wiener e das poesias de John Keats, um poeta Inglês Romântico do século XIX e do monge Ummon; um grande número de elementos tecnológicos é reconhecido por Simmons como tendo sido inspirado por elementos da obra de Kevin Kelly Out of Control: The New Biology of Machines, Social Systems, and the Economic World.
A série Hyperion contém muitas alusões à Jack Vance, reconhecidas explicitamente em um dos últimos livros.
O título do primeiro livro, "Hyperion", foi inspirado em um dos poemas de Keats, o poema épico que não chegou a ser terminado Hyperion. Semelhantemente, o título dos dois últimos livros é do poema de Keats Endymion. Citações dos poemas de Keats e do poema fictício Cantos da personagem Martin Silenus são intercalados pelos livros. Simmons chega até a criar duas reencarnações artificias de John Keats, chamados de cíbridos (inteligência artificial em um corpo de ser humano) os quais tem papeis importantes na série.

## Cenário
Grande parte da ação na série acontece no planeta de nome Hyperion. Esse planeta é descrito como tendo quatro quintos da gravidade padrão da Terra. Hyperion tem fauna e flora indígenas peculiares, notavelmente as árvores Teslas, que são árvores que geram eletricidade e emitem raios. É também um planeta "labiríntico", significando que abriga em seus subterrâneos um ancião cujos propósitos são desconhecidos.
Mais importante, entretanto, Hyperion é o local das Tumbas do Tempo, grandes artefatos cercados pelos campos "anti-entrópicos" que lhes permitem se mover para trás no tempo. A região onde se encontra as Tumbas é o lar do Shrike, um ser ameaçador que aparece com destaque na série.

## Tecnologia

### Motor de Hawking
O Motor de Hawking foi desenvolvido pelo Core (lit. núcleo) e presenteado para a humanidade antes do Grande Erro, permitindo viagens mais rápidas do que a luz, o que subsequentemente levou à Hégira. A velocidade de uma nave com o Motor de Hawking é constante, nenhuma nave é mais rápida que qualquer outra (até a invenção do Motor de Gideon nos livros seguintes). Para os passageiros viajando em uma nave que usa o Motor de Hawking o tempo progride aproximadamente 20 vezes mais lentamente; duas semanas de tempo dentro da nave correspondem a cerca de um ano padrão terrestre , o período de tempo transcorrido fora da nave é referido como "time-debt" (lit. débito-de-tempo). Foi dado esse nome em homenagem ao físico Stephen Hawking; onde o tapete de Hawking recebeu seu nome a partir da espécie de pássaro encontrado na Antiga Terra. Aenea mais tarde revelou que o TechnoCore criou o mecanismo de viagem mais rápida que a luz utilizando o Void Which Binds (lit. O Vazio que Une).

### Farcaster
A rede de Farcasters (lit. arremessador ao distante) foi dada à humanidade pelo TechnoCore, novamente mais um uso do Void Which Binds que permitia viagem instantânea entre os mundos.

### Fatline
Uma tecnologia de comunicações mais rápida que a luz, o TechnoCore dizia que as Fatlines operavam através de rajadas de táquions. Entretantos, nos livros seguintes é revelado que elas operam através do Void Which Binds.

### Motor de Gideon
Uma nave-espacial criada pelo Core, um motor especial que permite uma viagem quase instantânea entre dois pontos no espaço colonizado pelos humanos. Devido a tremenda aceleração do drive, qualquer humano a bordo de uma nave com motor de Gideon é morto instantaneamente; assim, a tecnologia só é útil quando utilizada com sondas automáticas ou quando o pessoal a bordo é equipado com a tecnologia de ressurreição do Pax.

### Creche de ressurreição
A creche de ressurreição pode regenerar uma pessoa que adotou a cruciforme ao corpo. A cruciforme é um parasita criado pelo Core que se anexa ao corpo da pessoa que entra em contato com ele por algumas horas. Quando uma pessoa passa por esse processo, para ser ressuscitada basta ser recuperada qualquer mísera parte da cruciforme que contém DNA o suficiente da pessoa dona dessa cruciforme; o ato de ressurreição é integrado dentro do conceito original da igreja Pax Cristã de ressurreição. Normalmente requere que um clérigo  treinado na técnica de ressurreição para orientar o processo (o Core revela o segredo apenas a uma pequena percentagem de pessoal), mas naves espaciais com Motor de Gideon, onde a viagem quase-instantânea matava seus passageiros, eram equipadas com dispositivos automáticos de ressurreição eliminando a necessidade da presença de um clérigo.

### Treeship
Árvores vivas (inspirado nas árvores de Dyson) que são propulsionadas por ergs (alienígenas de estado-sólido parecidas com aranhas que emitem campo de força pelo espaço). Os ergs também geram campos de contenção envolta das enormes árvores mantendo a sua atmosfera intacta. Há poucas Treeships em existência. No primeiro livro, a personagem Consul comenta que a Yggdrasil é uma das únicas cinco.

### Armamento
- Lasers: Geralmente designado como Hellwhips (lit. açoite do inferno), estas variam de pequenas pistolas até grandes armas montadas em veículos. Os Lasers não são geralmente usados em naves, nas quais podem ser acomodadas poderosas armas de feixe de partículas.
- Bombas de Plasma e granadas: Um tipo de armamento disponível às forças militares (e para civis, através do mercado negro). Armas de Plasma são descritas como sendo muito poderosas e destrutivas, bem como produtoras de grandes quantidades de radiação. Durante a invasão dos Ousters a Hyperion, bombas de plasma são usadas e vistas como explosões brilhantes semiesféricas de luz. Nos motins em Hyperion, logo após a chegada do Consul e dos outros peregrinos, várias granadas de plasma são usadas contra o edifício regional da igreja do Shrike, reduzindo a estrutura de pedra e aço maciço a uma massa de escombros e entulho.
- Lanças de CPBs: Armas de feixe de partículas. Geralmente chamadas de lanças. Elas variam de pequenos feixes com raio de apenas alguns metros, como visto em Endymion, a armas capazes  em These range in power from small beams with a radius of only a few meters, as seen in Endymion, a armas capazes de destruir cidades, como usado pelo TechnoCore em The Fall of Hyperion, e são o principal armamento das Torch Ships.
- Mísseis de Hawking: São mísseis equipados com seu próprio Motor de Hawking, permitindo que eles viajem mais rápido que a luz e dando a eles um alcance muito mais distante que armas convencionais. Foram mencionados apenas em Endymion e The Rise of Endymion.
- Bhees: Feixes de Elétrons de Alta Energia, são feixes de elétrons concentrados e acelerados com um poder de penetração considerável.
- Deathwands: Armas fornecidas a humanidade pela IA TechnoCore. São as melhores armas limpas: capazes de matar pessoas enquanto mantém os prédios intactos. Deathwands (lit. Varinhas da Morte) queima todas as sinapses dos cérebros de seres vivos, causando uma morte quase instantânea; assim, elas podem matar as pessoas sem destruir as propriedades. Essas armas eram geralmente portáteis, embora com um largo feixe de dispersão. Logo antes da queda da Hegemonia (em The Fall of Hyperion), o TechnoCore introduziu uma variante da deathwand em larga escala, o qual o TechnoCore aclamou que poderia matar toda a população de um planeta, assim também como qualquer planeta em um raio de um ano luz e meio de distância do ponto de detonação. Foi introduzida aparentemente pelas facções Volatiles e Ultimates do TechnoCore; essa origem assim como outras evidências indiretas sugerem a possibilidade que o TechnoCore estava mentindo sobre o raio letal, e que o raio era indefinido (como os cientistas da Hegemonia haviam concluído e é suportado pelo argumento de Aenea em Endymion que uma deathwand operava por meio de discrepâncias do Void Which Binds) ou vastamente maior do que o raio de expansão de toda a Hegemonia. Outra possibilidade é que TechnoCore mentiu acerca da quantidade de bombas de deathwand construída e que na verdade eles tinham o suficiente para destruir todos os mundos colonizados individualmente.
- Rifles e pistolas de Flechette: Armas que atiram milhares de pequenos dardos. As armas de flechette (lit. agulhas) tem uma grande dispersão e são capazes de reduzir tudo em seu caminho a retalhos.
- Stunners: Pequenas armas que são usadas para incapacitar em vez de machucar (disparos a queima roupa à cabeça, no entanto, são letais). Stunners neuronais causam paralisia temporária afetando o sistema nervoso. Uma pessoa atingida por um raio de choque é incapaz de sequer piscar.